# 雅洛斯拉弗·科若列夫
雅洛斯拉弗·伊戈列维奇·科若列夫（俄语：Ярослав Игоревич Королёв，1987年5月7日—），俄罗斯职业篮球运动员，曾效力于美国NBA联盟。他在2005年的NBA选秀中第1轮第12顺位被洛杉矶快船选中。